# 拉沙普洛德
拉沙普洛德（法語：La Chapelaude，法語發音：[la ʃaplod]），法国中部市镇，位于奥弗涅-罗讷-阿尔卑斯大区阿列省，隶属于蒙吕松区，其市镇面积为28.6平方公里，2022年1月1日时人口数量为941人，在法国城市中排名第10,447位。
拉沙普洛德位于阿列省西北部，默泽勒河畔，连接沙托鲁和蒙吕松之间的干线公路由此通过。

## 地名来源
“La Chapelaude”的名称来源及含义均尚有待考证。

## 历史
拉沙普洛德的早期历史尚不清楚，古典时期连接图尔和克莱蒙之间的道路由此通过。根据当地官方网站的论述，拉沙普洛德可查证的历史始于公元11世纪，彼时来自圣卡普赖的道士Jean于1059年在拉沙普洛德创建一处教堂。12世纪时，拉沙普洛德境内又出现一座纪念圣尼古拉的教堂。法国大革命后，拉沙普洛德成为阿列省的一个市镇。1795至1800年间，欧鲁扎（Aurouzat）和拉纳日（Lanage）两个市镇整体并入拉沙普洛德。工业革命期间，途径拉沙普洛德的沙托鲁—戈泽城铁路建成通车，后于1969年停止客运服务。

## 地理

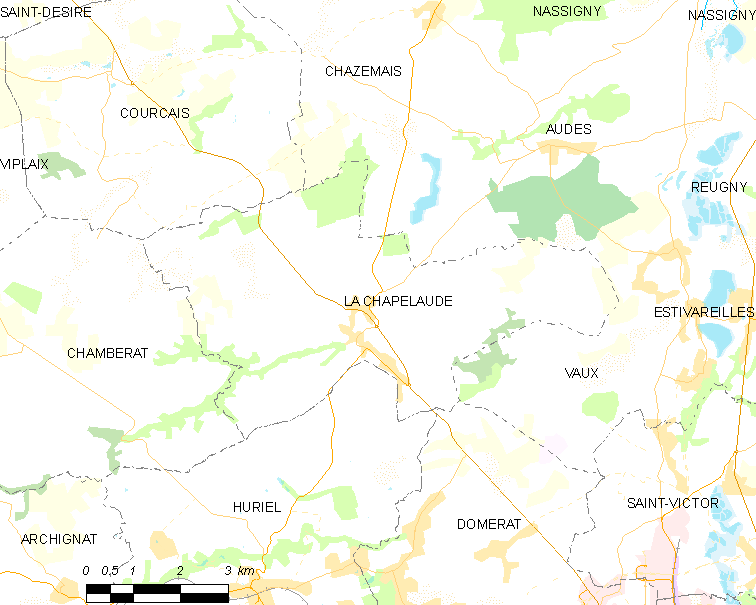
拉沙普洛德市镇范围地图

拉沙普洛德位于法国中部，奥弗涅-罗讷-阿尔卑斯大区西北部和阿列省西北部，距离省会穆兰大约74公里。与拉沙普洛德接壤的市镇包括：欧德、库尔赛、沙兹迈、尚贝拉、于列勒、多梅拉和沃。

### 地形
拉沙普洛德位于法国中央高原西北部边缘，波旁沙泰涅赖腹地，境内以浅丘为主，市镇中心地势较为平坦，河谷地带略有起伏，整体地势自东向西逐渐抬升，全境海拔在197到380米之间。

### 水文
拉沙普洛德位于卢瓦尔河流域范围内，默泽勒河自西向东流经镇中心。

### 植被
拉沙普洛德属于温带阔叶混交林区，林地多分布于河流附近。
在鲜花城市的评比中，拉沙普洛德暂未被评级。

### 气候
拉沙普洛德在柯本气候分类法中属于温带海洋性气候（Cfb），因距离海岸线相对较远，故当地气候又有一定的大陆性特征。

## 行政区划
拉沙普洛德的市镇编号为03055，邮政编号为03380。
在行政管理方面，拉沙普洛德隶属于法国奥弗涅-罗讷-阿尔卑斯大区阿列省蒙吕松区；在地方选举方面，拉沙普洛德隶属于于列勒县，其市镇范围全境被划入阿列省第二选区；在社会管理方面，拉沙普洛德是于列勒地区市镇公共社区的组成部分。
截至2024年2月，拉沙普洛德市镇范围内暂无任何城市敏感街区及城市政策优先街区。
法国国家统计与经济研究所（简称）在进行数据统计时，未将拉沙普洛德划入任何城市核心区（Unité urbaine），并将包括拉沙普洛德在内的周边共38个市镇划为蒙吕松城市区。自2020年起，蒙吕松城市区被包含58个市镇的蒙吕松城市辐射区代替。此外，还将拉沙普洛德市镇整体看作一个“块区”（IRIS），以便于统计人口分布情况。

## 交通

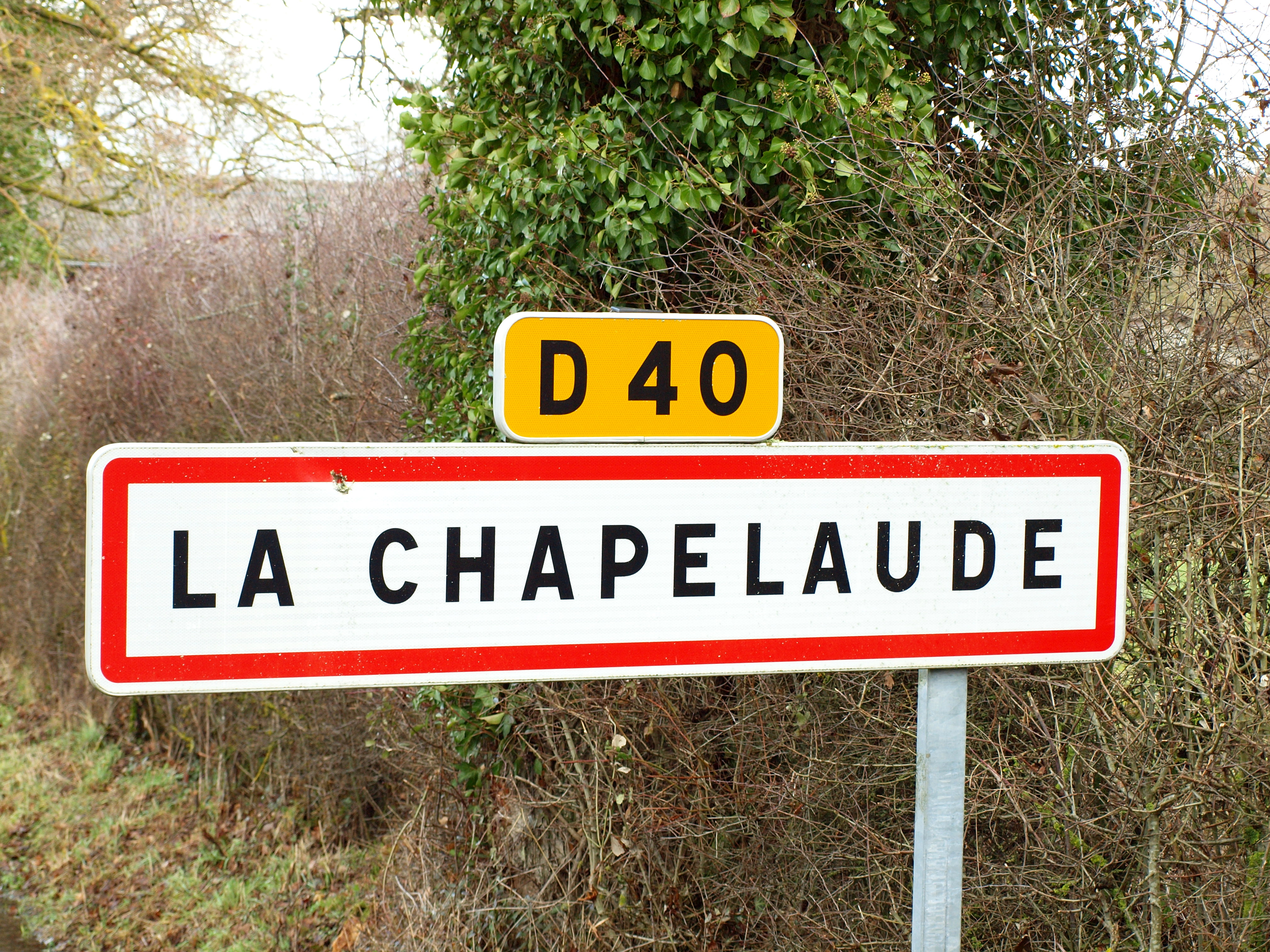
拉沙普洛德的入城路牌

### 公路
阿列省省道D40线、D70线、D149线和D943线在拉沙普洛德境内交汇。奥弗涅-罗讷-阿尔卑斯城际巴士（商业名称为）下属的B12线停靠拉沙普洛德，可直通蒙吕松和沙托梅扬等地。
2020年，75.3%的拉沙普洛德家庭拥有至少一辆私人汽车。2017年，拉沙普洛德境内共发生各类交通事故1起，造成1人受伤。
| 12 | 87 |

| 10 | 21 |

| 穆兰 | 90 |

| 蒙吕松 | 13 |

| 沙托鲁 | 86 |

| 屈朗 | 20 |

| 瓦隆昂叙利 | 17 |

| 于列勒 | 7 |

### 铁路
拉沙普洛德位于沙托鲁—戈泽城铁路上，该铁路已于1969年停止客运服务。
距离拉沙普洛德最近的运营中的客运铁路车站为7.5公里外的于里耶勒站，该站每天停靠一至两班往返于利摩日和蒙吕松之间的区域列车。

### 航空
拉沙普洛德距离沙托鲁机场和克莱蒙费朗机场的公路里程分别大约88公里和116公里。

### 城市公共交通
截至2024年2月，拉沙普洛德暂无城市公共交通系统。

## 政治
拉沙普洛德的现任市长为阿兰·迪布勒伊先生（Alain DUBREUIL），他是一名右翼无党派人士，在2020年的市政选举中获得了100.00%的支持率（无其他候选人）。
在2022年的法国总统大选的第二轮选举中，法国极右翼政党国民阵线主席玛丽娜·勒庞在拉沙普洛德获得了53.37%的支持率。

## 人口
2021年，拉沙普洛德市镇人口数量为942，在法国排名第10,447位。其中男性475人，女性470人，75岁及以上人口占9.5%，外籍人口数量为14人，人口密度为33人/平方公里，当地居民被称为（男性）或（女性）。2022年，拉沙普洛德境内出生6人，死亡人口13人。
| 拉沙普洛德1901年－2021年人口变化情况 |
|                                      |
| 数据来源：Cassini、INSEE             |

## 经济
拉沙普洛德是一个区域性的中心城市。截至2024年2月，拉沙普洛德市镇范围内共有各类用人单位（包含自雇）131家，平均历史为19年，均为中小型企业（PME），2023年12月至2024年2月间，当地的经济活力指数为0。（园林设计）是当地2021年营业额最高的企业，为963,052欧元。

## 财政与居民收入
2022年，拉沙普洛德的财政收入总额为814,830欧元，财政支出总额为691,770欧元，当年的债务总额为456,310欧元。2022年，拉沙普洛德市镇通过增值税获得50,550欧元的收入，此外当地还共获得了204,280欧元的国家直接财政补助。
| 拉沙普洛德居民收入情况                           | 拉沙普洛德居民收入情况 | 拉沙普洛德居民收入情况 | 拉沙普洛德居民收入情况 |
| 内容                                             | 拉沙普洛德             | 法国                   | 统计年份               |
| ------------------------------------------------ | ---------------------- | ---------------------- | ---------------------- |
| 征税家庭总数                                     | 445                    | 1,081（法国市镇平均）  | 2022年                 |
| 居民平均月收入                                   | 2,036欧元              | 2,435欧元              | 2022年                 |
| 高级职员人均月收入                               | 不详                   | 4,331欧元              | 2021年                 |
| 中级职员人均月收入                               | 不详                   | 2,470欧元              | 2021年                 |
| 普通职员人均月收入                               | 不详                   | 1,801欧元              | 2021年                 |
| 贫困率                                           | 不详                   | 14.5%                  | 2020年                 |
| 青壮年（15至64岁）失业率                         | 8.6%                   | 7.4%                   | 2020年                 |
| 征税家庭数量占比                                 | 42.1%                  | 45.5%                  | 2020年                 |
| 家庭年均纳税                                     | 2,054欧元              | 4,393欧元              | 2022年                 |
| 资料来源：INSEE、L'Internaute、Le Journal du Net |                        |                        |                        |

## 社会事务

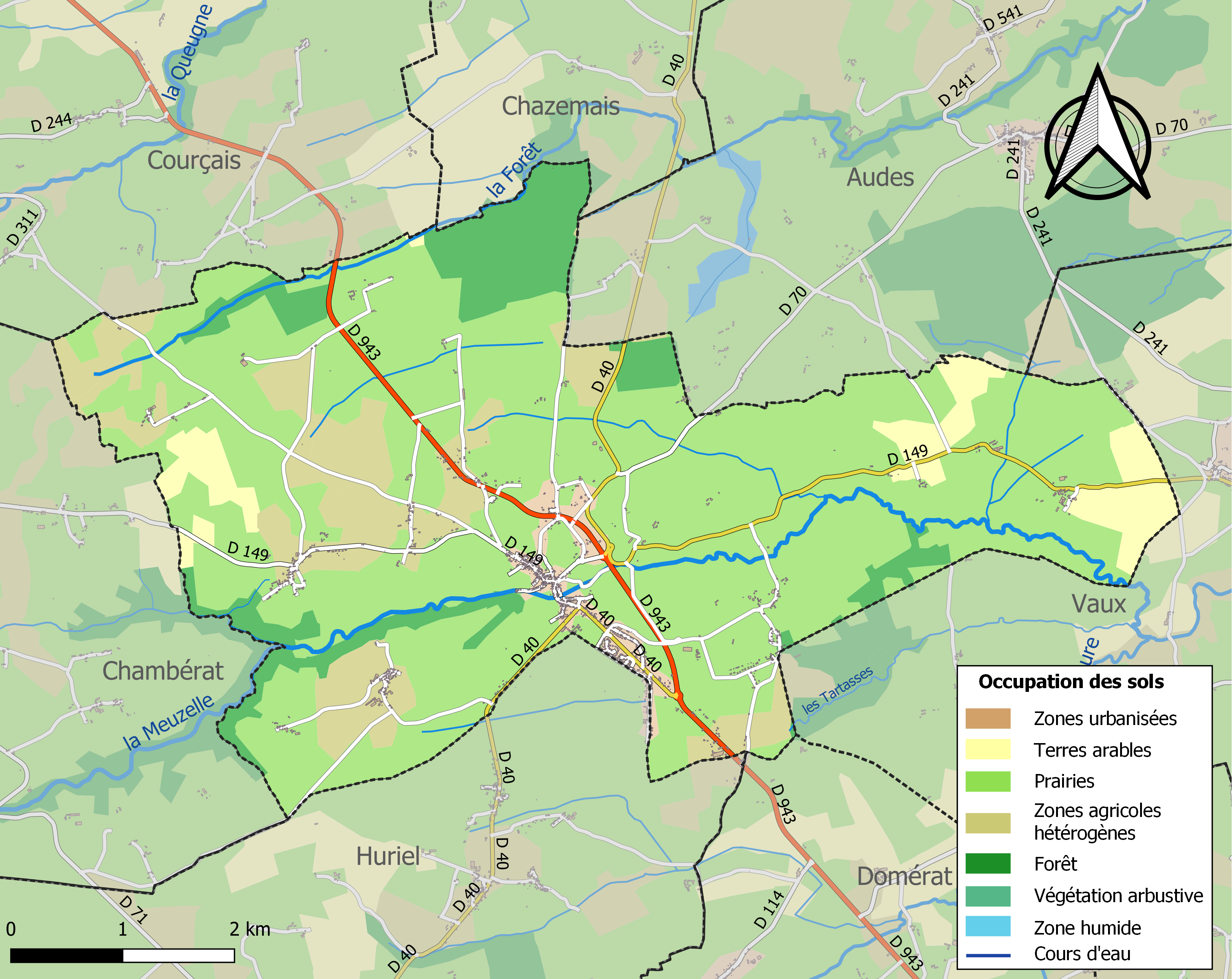
拉沙普洛德土地利用情况地图

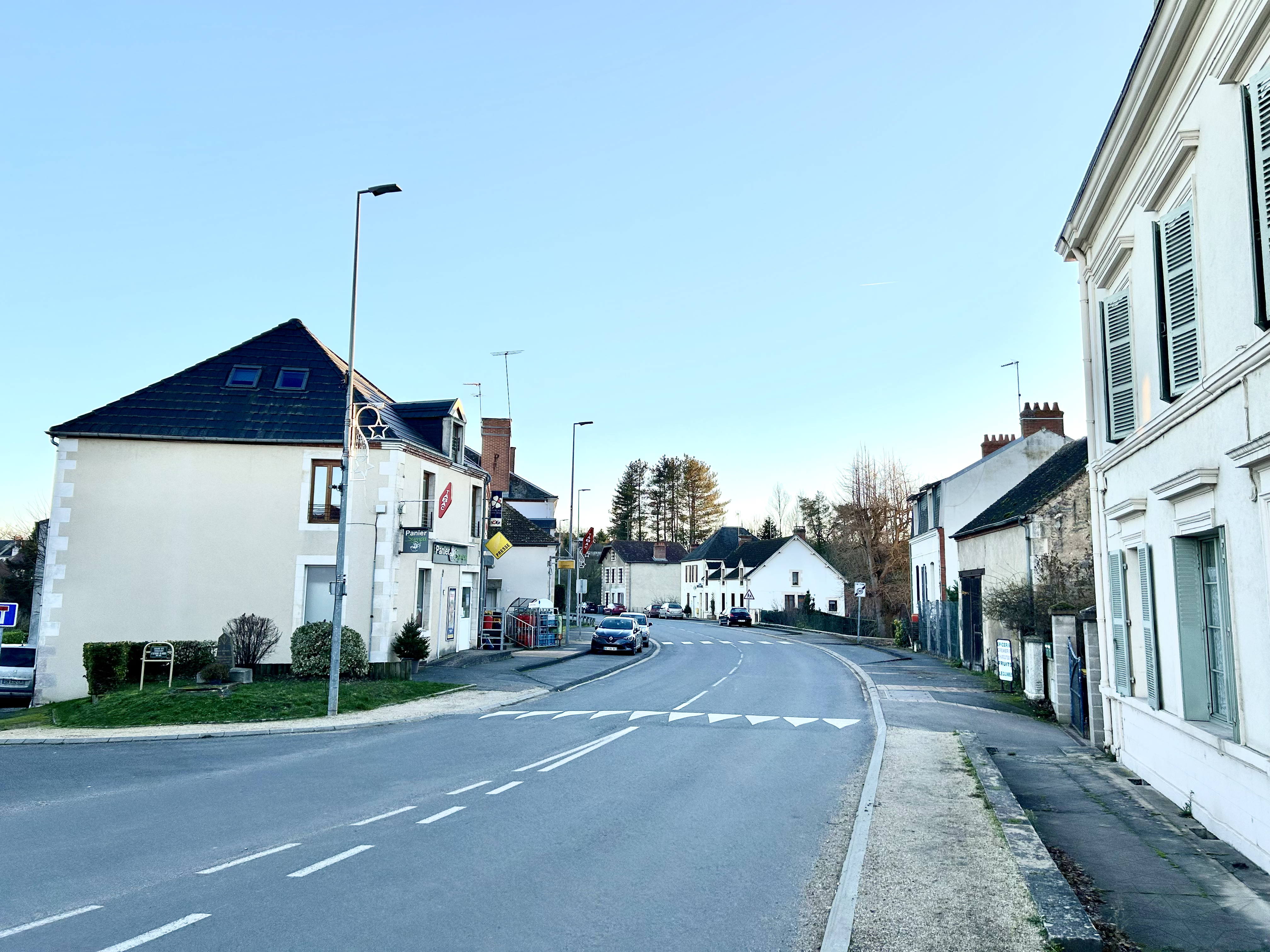
乔治·桑大街

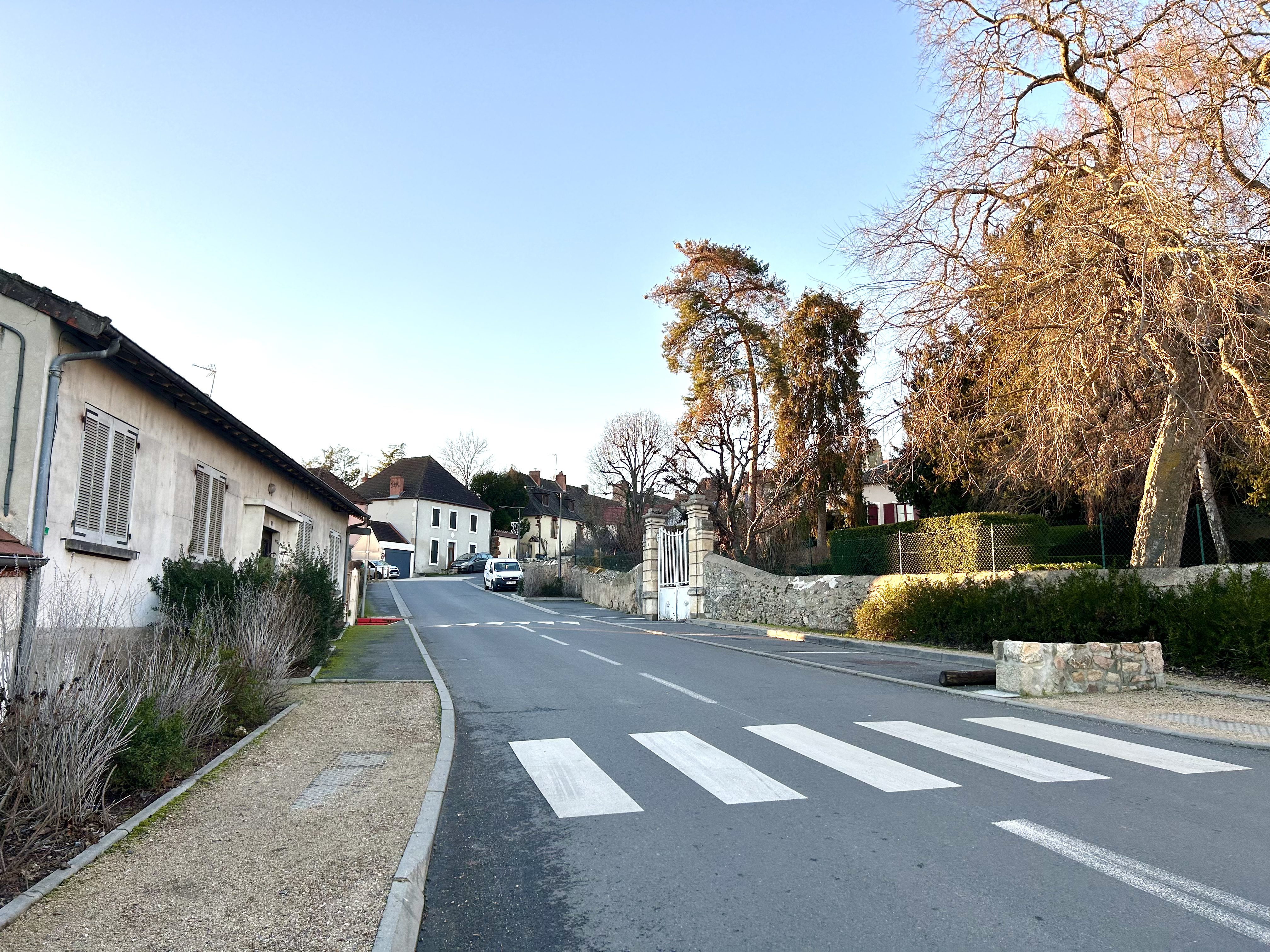
勒帕韦街

### 教育
拉沙普洛德属于克莱蒙费朗学区。截至2021年1月1日，拉沙普洛德境内共有1所小学。

### 医疗
截至2021年1月1日，拉沙普洛德境内共有全科医生2名、护士4名和助产士1名。境内共有药房1家。
距离拉沙普洛德最近的区域性医疗机构为“蒙吕松-内里莱班中心医院”（Centre hospitalier de Montluçon - Néris les Bains），其主病区医院位于蒙吕松市中心东侧，距离拉沙普洛德市区的正常车程大约18分钟，该院设有床位619个。

### 住房
2020年，拉沙普洛德境内共有各类住房551套，其中96.6%为独立式住宅，3.1%为集中式住宅。常住房屋占拉沙普洛德市镇范围内居民建筑总量的78.9%。
在住房保障政策方面，2022年，拉沙普洛德境内共有36户家庭获得了住房经济补助，受益人数占总人口数量的3.8%，其中38份为房租补助。

### 商业
2021年，拉沙普洛德境内共有各类实体商铺10家，其中餐厅1家、面包房1家、装饰品店1家、美容美发店1家。

### 体育
2021年，拉沙普洛德境内暂无任何体育设施。
截至2024年2月，拉沙普洛德境内暂无任何注册足球俱乐部。

### 环境
拉沙普洛德的环境事务由其所属的于列勒地区市镇公共社区联合各级政府协调负责。2021年，拉沙普洛德境内暂无污染企业。

### 治安
拉沙普洛德及其附近的共83个市镇是蒙吕松国家宪兵队（zone gendarmerie de Montluçon）的管辖范围。2020年，该宪兵队累计记录各类案件1,185起，其中盗窃类案件549起，经济类案件189起，毒品交易类案件64起。

## 文化

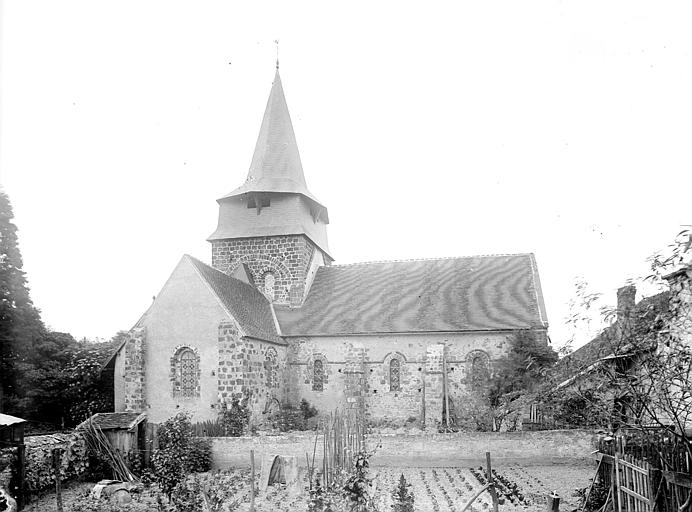
20世纪初的圣尼古拉教堂

2021年，拉沙普洛德境内暂无任何文化设施。拉沙普洛德境内建有市政图书馆（Bibliothèque municipale），每周三和六向公众开放。

### 建筑
拉沙普洛德境内有多处历史建筑，其中圣尼古拉教堂为法国国家文物保护单位，也是当地的地标性建筑物。此外拉沙普洛德境内曾有一处古罗马时期的桥梁，后因缺乏维护而于1919年坍塌。

### 旅游
拉沙普洛德的旅游事务由其所属的于列勒地区市镇公共社区联合各级政府协调负责。2023年，拉沙普洛德境内暂无任何游客接待设施。

### 媒体
法国主要的媒体均可在拉沙普洛德接收，法国电视三台下属的奥弗涅-罗讷-阿尔卑斯大区频道在部分时段播出拉沙普洛德所在阿列省的地方新闻。《山地报》、蓝色法兰西奥弗涅地区广播、震动广播、Scoop广播等是当地主要的地方性媒体。

## 友好城市
截至2024年2月，拉沙普洛德暂未建立任何友好城市关系。